# Californiens segl
Seglet for den amerikanske delstat Californien er designet af Robert S. Garnett og graveret af Albert Kuner. Det blev vedtaget i 1849 af den Grundlovgivende Rigsforsamling i Californien. Seglet viser gudinden Minerva, og en brun bjørn, som er statens officielle dyr. Bjørnen spiser vindruer for at repræsentere vingårdene i området.
Seglet blev revideret i 1937 uden væsentlige ændringer.